# Centro Histórico de Cáceres
O Centro Histórico de Cáceres é um bem tombado localizado no município de Cáceres, no Mato Grosso.. Foi tombado em âmbito federal em 2010, embora desde 1978 houvessem esforços de preservação da localidade, após o tombamento do Marco do Jauru. Dessa forma, em 2002 o entorno do referido monumento foi tombado pelo estado como patrimônio cultural, iniciando o processo para o seu reconhecimento na esfera federal.
A área tombada pelo IPHAN corresponde ao conjunto arquitetônico e paisagístico da região central da cidade, estando incluso o cais do porto Mário Correia, a Catedral São Luiz, a Praça Barão do Rio Branco e as redondezas do Marco do Jauru. Nessa região, haviam inicialmente 47 casas tombadas, porém diversas destas foram desmembradas em outras matrículas e somam 250 atualmente, segundo a prefeitura. Destas, 3 estão em ruínas e muitas outras necessitam de cuidados. O local possui riqueza de estilos arquitetônicos, variando desde o art déco, até estilos como o neoclássico e neogótico.